# Кожевский
Кожевский — поселок в Перелюбском районе Саратовской области в составе  Тепловского муниципального образования.

## География
Находится на расстоянии примерно 46 километров по прямой на северо-запад от районного центра села Перелюб.

## История
Основан в 1900 г, назван по фамилии первопоселенца.

## Население
| 2002 | 2010 |
| ---- | ---- |
| 168  | ↘92  |

Постоянное население составляло 168 человека в 2002 году (русские 73%) ,  92 в 2010 году.